# Стадницкий, Николай Григорьевич
Никола́й Григо́рьевич Стадни́цкий (1869—1950) — российский и советский анатом, доктор медицинских наук, профессор. Основоположник Саратовской морфологической школы.

## Биография
Родился в 1869 году в Екатеринославе. Из духовного звания. Лишившись в 4-летнем возрасте отца, находился на иждивении и воспитании своей сестры, народной учительницы.
Среднее образование получил в Екатеринославской духовной семинарии. В 1899 году он окончил с отличием Юрьевский университет со званием лекаря и там же через 4 года в 1903 году получил степень доктора медицины, защитив диссертацию на тему «К учению о смерти при повешании».
Анатомией специально начал заниматься под руководством знаменитого анатома Августа Раубера. Ещё будучи студентом 4-го курса, он исполнял обязанности 2-го ассистента, а в 1899 году утвержден первым ассистентом по кафедре судебной медицины. В 1903 году был приглашен в Новороссийский университет штатным прозектором и приват-доцентом по кафедре нормальной анатомии, которую возглавлял профессор Н. А. Батуев.
Заведовал кафедрой нормальной анатомии Николаевского университета (1909-1917), Саратовского государственного университета (1917-1930).  
Посетил и описал анатомические музеи Афин, Каира, Константинополя.
В должности ректора Саратовского университета Николай Григорьевич пробыл с 1912 по 1913 год. Тогда же ему был присвоен чин статского советника.
В 1933 г. приказом Наркомздрава РСФСР утвержден заведующим кафедрой анатомии человека Ижевского государственного медицинского института. Организовал кафедру.
Указом Президиума Верховного Совета УАССР от 28.09.1938 г. профессору Н. Г. Стадницкому присвоено звание заслуженного деятеля науки Удмуртской АССР. Заведовал кафедрой с 1933 г. до 1944 г. Научные работы посвящены описанию анатомических вариантов и аномалий.